# Ехегіс (річка)
Ехегіс (вірм. Եղեգիս) — річка, що протікає у Вірменії, у марзі Вайоц-Дзор. Довжина — 49 км. Є правою притокою Арпи. Бере початок на південному схилі Варденіського хребта, на висоті 2990 м. Притоки: Мартуні, Селім.
| Вірменія | Це незавершена стаття з географії Вірменії. Ви можете допомогти проєкту, виправивши або дописавши її. |

1. ↑  GEOnet Names Server — 2018.